# Domnall Midi
Domnall Midi (Domnall Midi mac Murchado; prima del 715 – 763) è stato re di Mide e, secondo la tradizione più tarda, sovrano supremo d'Irlanda.
Era figlio di Murchad mac Diarmata del clan dei Cholmáin, che facevano parte degli Uí Néill del sud. 
Domnall Midi acquistò importanza nel 743, quando sconfisse e uccise in battaglia a Seredmag Áed Allán dei Cenél nEógain, che detenevano il potere supremo. Domnall mantenne buoni rapporti con gli Uí Dúnlainge, sovrani del Leinster. Fu un devoto cristiano e si ritirò due volte per un breve periodo in monastero. Regnò in pace, tant'è che si ricorda solo una sua guerra durante il periodo in cui regnò.
Domnall morì nel dicembre del 763 e, secondo la tradizione, a lui successe Niall Frossach.  Domnall lasciò almeno un figlio, Donnchad Midi mac Domnaill, che in tarda età sarebbe divenuto sovrano supremo.